# Itá
Itá − miasto paragwajskie leżące w departamencie Central, 35 kilometrów na południowy wschód od Asunción. Według spisu z dnia 28 sierpnia 2002 miasto liczyło 17469 mieszkańców.
Miasto jest siedzibą klubu piłkarskiego Sportivo Iteño.